# 石塚玲依
石塚 玲依（いしづか れい、1988年6月14日 - ）は、日本の男性作曲家、編曲家。東京都出身。イマジン所属。

## 来歴
東京音楽大学作曲指揮専攻（芸術音楽コース）卒業。幼少期からピアノ・エレクトーン、学生の頃からホルンと作曲を始める。東京音楽大学付属高等学校作曲専攻を経て、東京音楽大学へ入学し作曲を遠藤雅夫、西村朗、藤原豊の各氏に師事する。
吹奏楽・オーケストラ・現代音楽由来の大きな世界観と明確なコンセプトを持った作風でポップスからロック、ヘヴィメタルまで幅広いジャンルの音楽が特色。アニメやゲーム関連作が多く、『キングダム』『ONE PIECE』『プリパラ』『ポケットモンスター』『KING OF PRISM -Shiny Seven Stars-』などの音楽を手掛ける。

## 主な作品

### アニメ

#### 音楽
2013年
- ガンダムMS動画図鑑

2015年
- プリパラ 2ndシーズン

2016年
- プリパラ 3rdシーズン「神アイドル編」
- KING OF PRISM by PrettyRhythm
- ポケモン・ザ・ムービーXY&Z ボルケニオンと機巧のマギアナ（共同：宮崎慎二）

2017年
- KING OF PRISM -PRIDE the HERO-

2018年
- 劇場版ポケットモンスター みんなの物語（共同：宮崎慎二・東大路憲太）
- 詩季織々「上海恋」

2019年
- KING OF PRISM -Shiny Seven Stars-

2020年
- 劇場版ポケットモンスター ココ（共同：宮崎慎二・景山将太・東大路憲太）

2021年
- アイドルランドプリパラ

2022年
- カッコウの許嫁
- 地球外少年少女

2023年
- あやかしトライアングル

2024年
- KING OF PRISM -Dramatic PRISM.1-

2025年
- KING OF PRISM-Your Endless Call-み〜んなきらめけ!プリズム☆ツアーズ
- カッコウの許嫁 Season2
- しゃばけ

#### 楽曲
- 進撃の巨人
  - エンディングテーマ「美しき残酷な世界」
- プリティーシリーズ
  - プリパラ
    - 挿入歌「愛ドルを取り戻せ」
    - 挿入歌「純・アモーレ・愛」
    - 劇場版プリパラ み〜んなでかがやけ!キラリン☆スターライブ! 挿入歌「Neo Dimension Go!!」
    - 映画プリパラ み〜んなのあこがれ♪レッツゴー☆プリパリ 挿入歌「オールアイドル組曲 プリシャス♪」
    - プロミス！リズム！パラダイス！収録曲「嘘つきはTomorrowの始まり」

  - キラッとプリ☆チャン
    - 挿入歌「キラッとプリ☆チャンランド」
    - 挿入歌「寝ても覚めてもDREAMIN' GIRL」
- KING OF PRISM -Shiny Seven Stars-
  - 挿入歌「叙情ピンフォール」
- プリキュアシリーズ
  - Go!プリンセスプリキュア
    - 後期エンディングテーマ「夢は未来への道」
    - 挿入歌「Joyful!プリキュアクリスマス」

  - わんだふるぷりきゅあ!
    - 前期エンディングテーマ「FUN☆FUN☆わんだふるDAYS!」編曲
    - 後期エンディングテーマ「しあわせえぼりゅ～しょん♡ 〜こむぎ&いろはVer.〜」
    - 後期エンディングテーマ「しあわせえぼりゅ～しょん♡ 〜ユキ&まゆVer.〜」
- ONE PIECE
  - キャラクターソング「タイヨウの下へ」
  - キャラクターソング「この世の地獄」
  - キャラクターソング「海を歩くズニーシャ」
  - キャラクターソング「アラバスタ・ゲーム」
  - キャラクターソング「I want to be alive」
  - キャラクターソング「故郷のために」
  - キャラクターソング「DON'T DREAM!ハイエナジー」
  - キャラクターソング「リトルガーデン MUSEUM」
  - キャラクターソング「バラティエにようこそ」
  - キャラクターソング「Smile for freedom」
  - キャラクターソング「ねぶたの虎」
  - キャラクターソング「泡MISSION」
  - キャラクターソング「ザ・マーメイドファンタジー」
  - キャラクターソング「みかんと風車」
  - キャラクターソング「彩の国」※作詞も担当
  - キャラクターソング「維新伝心・インペルダウン」
  - キャラクターソング「NOW MY HANDS GET!!!!」
  - キャラクターソング「杜の都のオカマーチ」
  - キャラクターソング「白い憧憬」
  - キャラクターソング「約束の岬」
  - キャラクターソング「そうだったんだ！トンタッタ」
  - キャラクターソング 「47都道府県☆言いまクルーズ」
  - キャラクターソング「MEMORIES OF FLOWER」
- ぷちます!! -プチプチ・アイドルマスター-
  - キャラクターソング「チャンピオン」
  - キャラクターソング「たいせつなひと」
  - キャラクターソング「しっくりとゆっくりと」
- To LOVEる -とらぶる-
  - キャラクターソング「キミとスクール☆デイズ」
- 双星の陰陽師
  - 挿入歌「それはキ・ズ・ナ」
- リルリルフェアリル
  - エンディングテーマ「りるりるわんだふるがーる」
- VENUS PROJECT -CLIMAX-
  - 主題歌「Venus Drive!!〜キミは燃えているか〜」
- キングダム
  - キャラクターソング「闘わざるもの夢見るべからず」
  - キャラクターソング「かくれんぼ」
- 義風堂々!! 兼続と慶次
  - エンディングテーマ 「月下に交わす、杯と契り」※作詞も担当
- ポールプリンセス!!
  - 挿入歌「とびきり上等☆Smile!」
  - 『劇場版 ポールプリンセス!!』挿入歌「Just the two of us」

### ゲーム

#### 音楽（ゲーム）
- BATON=RELAY
- プリンセスコネクト!Re:Dive（一部楽曲提供）
- グリモア～私立グリモワール魔法学園～

#### 楽曲（ゲーム）
- ガールフレンド（仮）
  - キャラクターソング「Seasons of Silence」
- THE IDOLM@STER
  - キャラクターソング「あの日のナミダ」※編曲を担当
- SHOW BY ROCK!
  - キャラクターソング 提供実績多数
- 恋愛番長2 MidnightLesson!!!
  - EDテーマ「NewColor」
- オルタナティブガールズ2
  - キャラクターソング「きゅぴーん☆アイドル宣言」※作曲を担当

### 舞台・ミュージカル

#### 音楽（舞台・ミュージカル）
- 天魔の銀翼（2014年）※朗読劇
- アルスラーン戦記（2019年）
- KING OF PRISM -Prism Orchestra Concert- （2020年）※音楽・音楽監督

### CD
- グラン・ステージ キャラクターソング

### テレビ番組
- セレクションX 番組内一部BGM
- News Access 番組内一部ジングル